# GTK
GTK는 김프 툴킷(GIMP Toolkit)의 준말로, 초기에 김프를 위해서 만든 툴킷이었으며 X 윈도 시스템을 위한 위젯 툴킷 가운데 하나이다. GTK와 Qt는 모티프에 대한 좋은 대안이 되어 주었다. GTK는 1997년 스펜서 킴볼(Spencer Kimball), 피터 마티스(Peter Mattis), 조시 맥도널드(Josh MacDonald)가 함께 만든 것이다. 그들은 모두 UC 버클리에 있는 eXperimental Computing Facility (XCF) 소속이었다. LGPL로 라이선스 되었기 때문에 GTK는 자유 소프트웨어이자 오픈 소스 소프트웨어이고, GNU 프로젝트의 일부분이다.

## 설계
GTK는 C언어로 작성된 객체지향 위젯 툴킷이다. X11 디스플레이 서버 상에서, GTK는 위젯들을 그리는데 Xlib를 사용한다. Xlib는 유연하고 X 윈도 시스템이 작동하지 않는 플랫폼에서도 GTK가 사용될 수 있도록 한다.
GTK는 Qt와 마찬가지로 (다른 많은 위젯 툴킷들과 달리) Xt에 기반을 두지 않는다. 그래서 GTK를 많은 다른 환경으로 이식할 수 있었다. 하지만 전통적인 X11 응용 프로그램의 사용자 설정 방식인 X 리소스 데이터베이스에 접근할 수 없다는 단점이 있다.

## 언어 바인딩
C++, 펄, 루비, 자바, 파이썬 등으로의 바인딩을 제공한다. 많은 사람들이 에이다, D, 하스켈, 파스칼, PHP, 닷넷 프레임워크로의 바인딩을 작성하였다.

### Hello World 프로그램

#### C
- 소스 코드

```
// Include gtk

#include
 
<gtk/gtk.h>

static
 
void
 
on_activate
 
(
GtkApplication
 
*
app
)
 
{

  
// Create a new window

  
GtkWidget
 
*
window
 
=
 
gtk_application_window_new
 
(
app
);

  
// Create a new button

  
GtkWidget
 
*
button
 
=
 
gtk_button_new_with_label
 
(
"Hello, World!"
);

  
// When the button is clicked, close the window passed as an argument

  
g_signal_connect_swapped
 
(
button
,
 
"clicked"
,
 
G_CALLBACK
 
(
gtk_window_close
),
 
window
);

  
gtk_container_add
 
(
GTK_CONTAINER
 
(
window
),
 
button
);

  
gtk_widget_show_all
 
(
window
);

}

int
 
main
 
(
int
 
argc
,
 
char
 
*
argv
[])
 
{

  
// Create a new application

  
GtkApplication
 
*
app
 
=
 
gtk_application_new
 
(
"com.example.GtkApplication"
,

                                             
G_APPLICATION_FLAGS_NONE
);

  
g_signal_connect
 
(
app
,
 
"activate"
,
 
G_CALLBACK
 
(
on_activate
),
 
NULL
);

  
return
 
g_application_run
 
(
G_APPLICATION
 
(
app
),
 
argc
,
 
argv
);

}

```

- 빌드 명령

```
$
 
gcc
 
`
pkg-config
 
--cflags
 
gtk+-3.0
`
 
-o
 
hello-world-gtk
 
hello-world-gtk.c
 
`
pkg-config
 
--libs
 
gtk+-3.0
`

```

#### Vala
- 소스 코드

```
int
 
main
 
(
string
[]
 
argv
)
 
{

    
// Create a new application

    
var
 
app
 
=
 
new
 
Gtk
.
Application
 
(
"com.example.GtkApplication"
,

                                   
GLib
.
ApplicationFlags
.
FLAGS_NONE
);

    
app
.
activate
.
connect
 
(()
 
=>
 
{

        
// Create a new window

        
var
 
window
 
=
 
new
 
Gtk
.
ApplicationWindow
 
(
app
);

        
// Create a new button

        
var
 
button
 
=
 
new
 
Gtk
.
Button
.
with_label
 
(
"Hello, World!"
);

        
// When the button is clicked, close the window

        
button
.
clicked
.
connect
 
(()
 
=>
 
{

            
window
.
close
 
();

        
});

        
window
.
add
 
(
button
);

        
window
.
show_all
 
();

    
});

    
return
 
app
.
run
 
(
argv
);

}

```

- 빌드 명령

```
$
 
valac
 
--pkg
 
gtk+-3.0
 
gtk-hello.vala

```

## 모양
사용자는 디스플레이 엔진으로 툴킷의 모양을 설정할 수 있다. 엔진들은 윈도우, 모티프, Qt, 넥스트스텝 등의 모양으로 그려줄 수 있다.

## GTK를 사용하는 환경

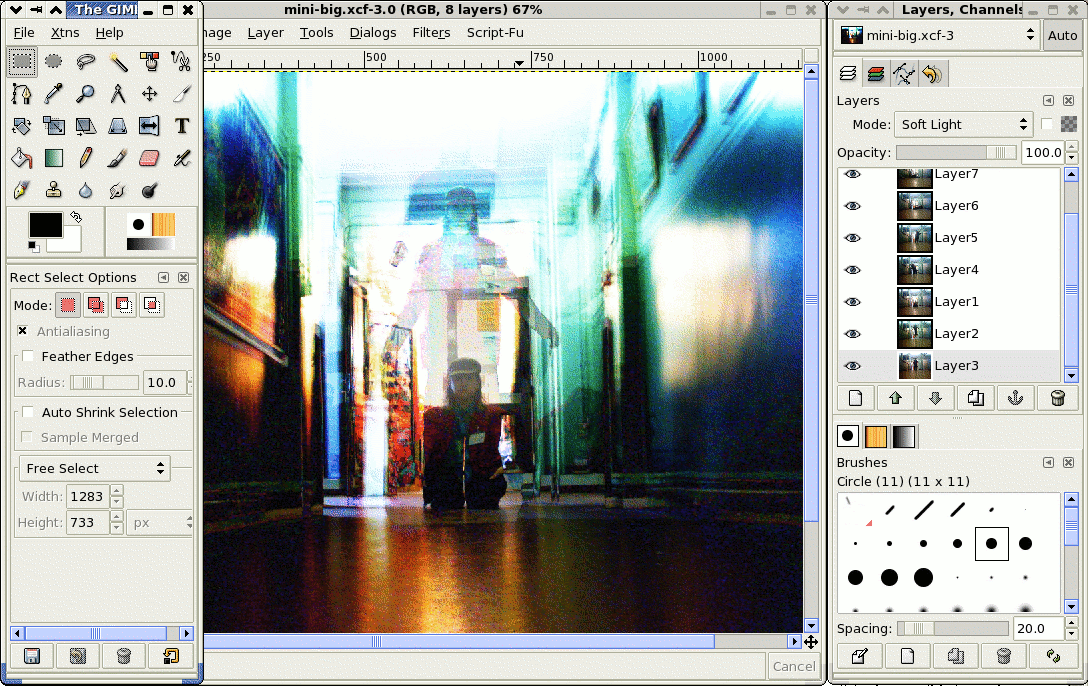
Screenshot of the GIMP 2.0 on Xfce4

- 그놈 환경은 GTK를 기반으로 사용한다.
- Xfce 환경도 GTK를 기반으로 사용한다. 하지만 Xfce용 프로그램은 많은 것에 의존하지 않는다. (이것은 그놈 프로그램과 GTK 프로그램을 구분한다)
- GPE, Maemo (노키아의 인터넷 태블릿 프레임워크), 액세스 리눅스 플랫폼 (새로운 팜 OS 호환 PDA 플랫폼) 도 GTK를 기반으로 한다.

GTK 프로그램은 KDE 같은 다른 데스크톱 환경에서 돌아간다. GTK는 마이크로소프트 윈도우에서도 돌아간다. DirectFB와 ncurses 기반 포팅도 있다.

### 창 관리자
- 메타시티는 GTK+ 2를 사용한다.
- Xfwm은 GTK+ 2를 사용한다.

## 그래픽과 관련되지 않은 코드
GTK는 초기에 그래픽과 관련되지 않은 코드를 포함했다. 이들은 링크드 리스트 및 바이너리 트리를 제공했다. GObject와 함께 오는 이러한 유틸리티 시스템은 Glib라는 별도의 라이브러리로 쪼개졌고, 이는 그래픽 인터페이스가 필요 없는 프로그래머에게 도움을 준다.

## GTK+ 2
GTK+ 2는 GTK+를 계승하였다. 이것의 새로운 기능은 Pango를 사용하는 새로운 텍스트 렌더링 엔진, 새로운 테마 엔진, 향상된 접근성, 유니코드로의 완전한 전환이 있다. 하지만 GTK+ 2는 GTK+ 1과 호환성이 없으므로 프로그래머들이 소스를 새로 짜야 한다. 몇몇 프로그램들은 GTK+ 1을 그대로 사용한다. GTK+ 1은 GTK+ 2보다 빠르고 덜 복잡하고 임베디드 환경에 더 적합하다.
GTK+ 2.8부터는 카이로 엔진을 사용해서 벡터 그래픽을 처리한다.

## MS 윈도우에서의 환경설정
공식적으로 MSYS2 혹은 gvsbuild를 통해 설치할 수 있다.

x86-64 환경에서 MSYS2를 이용하는 경우
```
$
 
pacman
 
-S
 
mingw-w64-x86_64-gtk3

```

를 통해 설치할 수 있으며 GTK용 GUI 빌더 GLADE는
```
pacman
 
-S
 
mingw-w64-x86_64-glade

```

를 통해 설치할 수 있다.

## 차후 개발
- Project Ridley는 GTK+가 현재 포함하지 않는 각종의 라이브러리를 포함하려고 하는 시도이다. 이들은 libgnome, libgnomeui, libgnomeprint22, libgnomeprintui22, libglade, libgnomecanvas, libegg, libeel ,gtkglext를 포함한다.

## 같이 보기
- Gtk# - 닷넷 프레임워크 API를 GTK+로
- PyGTK, 파이썬 API를 GTK+로
- PHP-GTK, PHP 확장
- 루비 그놈